# Smolik (album)
Smolik – debiutancki solowy album Andrzeja Smolika. Wydany został 14 maja 2001 roku.
W nagraniu albumu brali udział między innymi: Kasia Novika Nowicka z zespołu Futro, Waldemar Kasperkowiak, Larry Ugwu z zespołu Biafro, Jahiar Azim Irani, Bogdan Kondracki, Paweł Krawczyk, Jacek Perkowski i Artur Rojek.
Materiał był promowany teledyskami do utworów "50 tysięcy 881" i "T. Time", odpowiednio w reżyserii Rafała Paradowskiego i Anny Maliszewskiej. Nagrania dotarły do 23. miejsca zestawienia OLiS.

## Recenzje
Album ten zebrał bardzo pozytywne recenzje. Przez niektórych recenzentów uważany za zaskoczenie. Klubowe brzmienia przełomu lat 70. i 80. mieszają się tutaj z chilloutowymi klimatami. Materiał na płycie jest określany jako udana próba nawiązania do francuskiej i brytyjskiej muzyki klubowej. Uważany za pionierski na polskim rynku muzycznym, w kategorii ambitnego popu.

## Lista utworów
1. "Gru"
2. "50 tysięcy 881", wokal – Artur Rojek
3. "Attitude",
4. "Junction"
5. "Zendegi", wokal – Jahiar Azim Irani
6. "T. Time", wokal – Novika
7. "Med"
8. "Robot Dance"
9. "Vok"
10. "Alili", wokal – Larry Ugwu